# Twenty-one is the loneliest number
Twenty-one is the loneliest number (Veintiuno es el más solitario número) es el 116° episodio de la serie de televisión norteamericana Gilmore Girls.

## Resumen del episodio
Lorelai se niega al plan de Richard para forzar a Rory a hacerla volver a Yale con regalos. Ella responde que su hija debe por iniciativa propia volver a Yale; Lorelai trata de convencer a Luke para participar en su alocada fiesta de la Noche de Brujas. Tanto madre e hija se sienten tristes, puesto que al estar peleadas, no podrán pasarla juntas como lo habían planeado para el cumpleaños número 21 de Rory, quien tiene un sueño extraño en el que Madeleine Albright es su madre, y todo sucede tal y como en su cumpleaños 16; además, varias veces se despierta (como también Lorelai) a las 4:03, su hora de nacimiento. 
Por otra parte, Emily y Richard se preocupan porque creen que su nieta y Logan van a tener relaciones, así que le traen a un reverendo para hablar del tema, pero al descubrir que ya no es virgen hacen que Rory deje la casa de la piscina y se traslade a una habitación contigua a la de los Gilmore. 
Finalmente, Emily le organiza a Rory una fiesta de cumpleaños y Lorelai asiste después de haber recibido la invitación y la llamada de Rory para confirmar. Además, Emily descubre que Lorelai y Luke se han comprometido (por su anillo), y no se siente nada feliz cuando Logan se aparece; Richard sigue desilusionado con Rory, pues le molesta la nueva vida que tiene en la D.A.R. y Emily se ofende. Y madre e hija se encuentran y tienen una breve charla que les permite ponerse al tanto de lo que les sucede en sus vidas.

## Errores
- Cuando Luke y Lorelai se encuentran con Paris, Doyle y Rory en la fiesta, Luke afirma que se conoció con ella dos semanas atrás, algo que no es cierto pues se encontraron a inicios de la temporada (el 3 de junio fue la audiencia de Rory) y el cumpleaños de Rory es en octubre.
- Cuando por fin se marcha su padre, Lorelai afirma que iba a encargar una pizza, aunque ya lo había hecho al final del episodio anterior, la misma noche.
- Luke afirma que la casa de muñecas pesa como 400 kilos y por más que intenta no la puede mover un milímetro, pero la misma está como medio metro más a la derecha de dónde la dejó Richard.
- Rory le dice a Logan que su "honra" (virginidad) era un regalo según el reverendo y que se la había dado a él pero en realidad fue a Dean.